# Simon van Sully

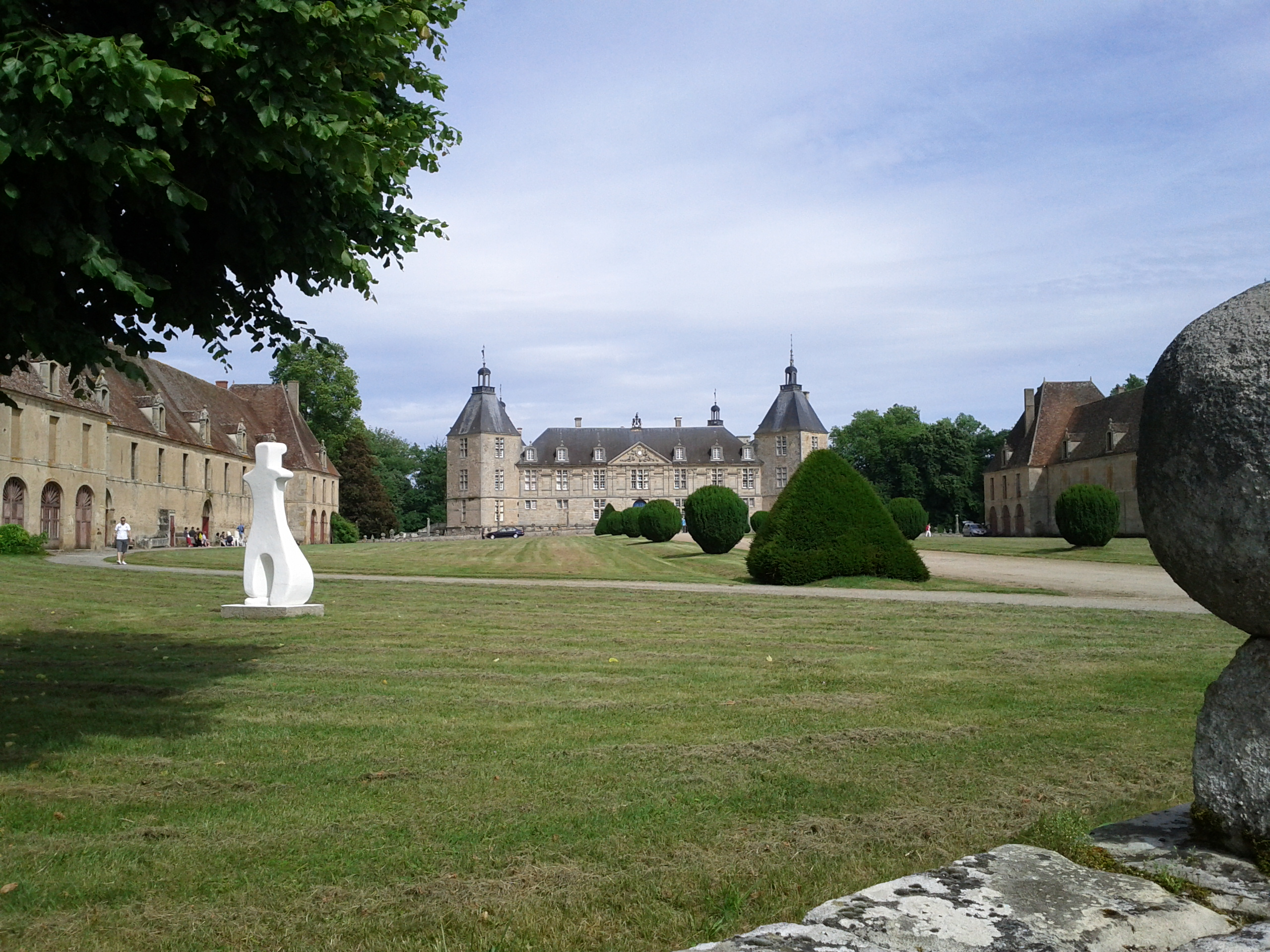
Kasteel van Sully in Bourgondië.

Simon van Sully (Sully in Bourgondië, eind 12e eeuw – Bourges, 9 augustus 1232) was kardinaal-aartsbisschop van Bourges (1218-1232). 

## Levensloop
Simon was een neef van Hendrik van Sully, kardinaal-aartsbisschop van Bourges en van Odo van Sully, bisschop van Parijs. Simon volgde de opleiding tot zanger in het kapittel van Bourges. Zijn ouders waren Gilon, heer van Sully-sur-Loire in Orléanais en oudere broer van aartsbisschop Hendrik, en Luce van Charenton. Hij werd prior van de abdij Saint-Ursin in Bourges.
Vervolgens, in het jaar 1218, verkoos het kapittel Simon tot aartsbisschop. Dit ging traditioneel gepaard met het verlenen van de titel van primaat van Aquitanië doch er rees protest tegen Simon omwille van deze eretitel. Dit had te maken met de Albigenzische kruistochten in de Languedoc. Paus Honorius III schonk Simon daarom de titel van primaat van Bourgondië, diens geboorteland. Simon organiseerde een provinciale synode in Bourgondië in het jaar 1228. Tijdens het episcopaat van Simon begonnen de bouwwerken aan de middenbeuk van de kathedraal van Bourges. Simon verbleef regelmatig aan het hof van de koning van Frankrijk. Zo werd hij aartskapelaan van Lodewijk VIII, koning van Frankrijk.
Paus Gregorius IX schonk aan Simon de kardinaalshoed (1231). De titelkerk was de basiliek van Santa Cecilia in Trastevere in Rome. Simon stierf in 1232 en werd begraven in de kathedraal van Bourges. Op zijn grafsteen staat vermeld dat hij een vrome redenaar was: oratus castus. 

## Familieleden, alle aartsbisschop van Bourges
- Hendrik van Sully, oom
- Jan van Sully, neef
- Guy van Sully, broer van voorgaande